# Список призерів чемпіонатів СРСР з легкої атлетики в приміщенні (жінки)
Цей список включає призерів чемпіонатів СРСР з легкої атлетики в приміщенні в жіночих дисциплінах за всі роки їх проведення.

## Дисципліни

### 60 метрів
| Чемпіонат       | Золото                                    | Срібло                                     | Бронза                             |
| --------------- | ----------------------------------------- | ------------------------------------------ | ---------------------------------- |
| 1971 Москва     | Ольга Чернова Москва                      | Галина Мітрохіна Москва                    | Віра Попова Свердловськ            |
| 1972 Москва     | Надія Бесфамільна Москва                  | Марина Сидорова Ленінград                  | Галина Бухаріна Москва             |
| 1973 Москва     | Надія Бесфамільна Москва                  | Іванка Валкова Болгарія                    | Людмила Маслакова Москва           |
| 1974 Москва     | Аннегрет Ріхтер ФРН                       | Надія Бесфамільна Москва                   | Людмила Маслакова Москва           |
| 1975 Ленінград  | Тетяна Ворохобко Ленінград                | Людмила Маслакова Москва                   | Світлана Бєлова Брянськ            |
| 1976 Москва     | Людмила Сторожкова Чирчик                 | Віра Анісімова Москва                      | Петра Коппеч НДР                   |
| 1977 Мінськ     | Людмила Сторожкова Москва                 | Ольга Смирнова Омськ                       | Марина Сидорова Ленінград          |
| 1978 Москва     | Людмила Сторожкова Москва                 | Віра Анісімова Москва                      | Людмила Кондратьєва Ростов-на-Дону |
| 1979 Мінськ     | Людмила Сторожкова Москва                 | Віра Анісімова Москва                      | Людмила Маслакова Москва           |
| 1980 Москва     | Людмила Кондратьєва Ростов-на-Дону        | Віра Анісімова Москва                      | Ольга Короткова Москва             |
| 1981 Мінськ     | Ольга Короткова Москва                    | Ольга Золотарьова Іркутськ                 | Наталія Бочина Ленінград           |
| 1982 Москва     | Людмила Кондратьєва Ростов-на-Дону        | Олена Кельчевська Ленінград                | Олена Малахова Московська обл.     |
| 1983 Москва     | Раїса Махова-Назарко Дніпропетровськ      | Марина Бабенко-Старличанова Ростов-на-Дону | Ірина Григор'єва Рига              |
| 1984 Москва     | Ольга Антонова Іркутськ                   | Світлана Жиздрікова Москва                 | Ольга Золотарьова Іркутськ         |
| 1985 Кишинів    | Марина Жирова Московська обл.             | Антоніна Настобурко Дніпропетровськ        | Ірина Слюсар Дніпропетровськ       |
| 1986 Москва     | Ірина Слюсар Дніпропетровськ              | Ольга Золотарьова Москва                   | Майя Азарашвілі Тбілісі            |
| 1987 Пенза      | Марина Жирова Московська обл.             | Надія Рощупкіна Тула                       | Ольга Антонова Іркутськ            |
| 1988 Волгоград  | Ольга Антонова Іркутськ                   | Марина Жирова Московська обл.              | Надія Рощупкіна Тула               |
| 1989 Гомель     | Ольга Наумкіна Москва Наталія Ковтун Тула | не вручалась                               | Надія Рощупкіна Тула               |
| 1990 Челябінськ | Галина Мальчугіна Брянськ                 | Ірина Сергєєва Москва                      | Олена Кельчевська Мінськ           |
| 1991 Волгоград  | Ірина Сергєєва-Привалова Москва           | Наталія Мерзлякова Свердловськ             | Тетяна Алексєєва Новосибірськ      |

### 100 метрів
| Чемпіонат   | Золото                             | Срібло                       | Бронза                       |
| ----------- | ---------------------------------- | ---------------------------- | ---------------------------- |
| 1972 Москва | Галина Мітрохіна Москва            | Валентина Петіна Львів       | Наталія Чистякова Москва     |
| 1973 Москва | Анна Сінічкіна Рига                | Роза Бабич Ташкент           | Алла Базіліна Москва         |
| 1978 Москва | Людмила Кондратьєва Ростов-на-Дону | Зоя Войтенко Дніпропетровськ | Ганна Устинович Гродно       |
| 1979 Мінськ | Людмила Кондратьєва Ростов-на-Дону | Віра Анісімова Москва        | Ольга Короткова Москва       |
| 1980 Москва | Людмила Кондратьєва Ростов-на-Дону | Наталія Бочина Ленінград     | Раїса Махова Дніпропетровськ |

### 200 метрів
| Чемпіонат       | Золото                               | Срібло                              | Бронза                                     |
| --------------- | ------------------------------------ | ----------------------------------- | ------------------------------------------ |
| 1971 Москва     | Віра Попкова Львів                   | Марина Сидорова Ленінград           | Надія Ільїна-Колесникова Москва            |
| 1982 Москва     | Олена Кельчевська Ленінград          | Світлана Жиздрікова Московська обл. | Ірина Ольховникова Запоріжжя               |
| 1983 Москва     | Раїса Махова-Назарко Дніпропетровськ | Євгенія Логінова Москва             | Марина Бабенко-Старличанова Ростов-на-Дону |
| 1984 Москва     | Наталія Бочина Ленінград             | Ольга Антонова Іркутськ             | Лілія Новосельцева-Тузнікова Грозний       |
| 1985 Кишинів    | Галина Міхеєва Брянськ               | Світлана Червякова-Зуєва Краснодар  | Вінета Ікаунієце Вентспілс                 |
| 1986 Москва     | Наталія Бочина Ленінград             | Вінета Ікаунієце Огре               | Наталія Помощникова Москва                 |
| 1987 Пенза      | Світлана Червякова Краснодар         | Майя Азарашвілі Тбілісі             | Марина Шмоніна Ташкент                     |
| 1988 Волгоград  | Галина Мальчугіна Брянськ            | Наталія Ковтун Тула                 | Марина Клеянкіна Москва                    |
| 1989 Гомель     | Наталія Ковтун Тула                  | Наталія Бочина Ленінград            | Марина Маркіна Москва                      |
| 1990 Челябінськ | Марина Маркіна Москва                | Олена Насонкіна Харків              | Тетяна Папіліна Московська обл.            |
| 1991 Волгоград  | Оксана Стьопічева Барнаул            | Тетяна Алексєєва Новосибірськ       | Олена Насонкіна Харків                     |

### 300 метрів
| Чемпіонат   | Золото                   | Срібло                  | Бронза                       |
| ----------- | ------------------------ | ----------------------- | ---------------------------- |
| 1976 Москва | Ніна Зюськова Донецьк    | Людмила Аксьонова Київ  | Лариса Голованова Челябінськ |
| 1981 Мінськ | Наталія Бочина Ленінград | Лілія Тузнікова Грозний | Ірина Баскакова Ленінград    |

### 400 метрів
| Чемпіонат       | Золото                           | Срібло                                 | Бронза                            |
| --------------- | -------------------------------- | -------------------------------------- | --------------------------------- |
| 1971 Москва     | Віра Попкова Львів               | Любов Фіногенова Москва                | Галина Камардіна Воронеж          |
| 1973 Москва     | Надія Колесникова Москва         | Любов Рунцо Мінськ                     | Людмила Аксьонова Київ            |
| 1974 Москва     | Надія Ільїна-Колесникова Москва  | Людмила Аксьонова Київ                 | Інта Климовича Рига               |
| 1975 Ленінград  | Інта Климовича Рига              | Людмила Аксьонова Київ                 | Надія Ільїна-Колесникова Москва   |
| 1977 Мінськ     | Марина Сидорова Ленінград        | Ярміла Кратохвілова Чехословаччина     | Наталія Соколова Москва           |
| 1978 Москва     | Марина Сидорова Ленінград        | Марія Кульчунова Київ                  | Людмила Аксьонова Київ            |
| 1979 Мінськ     | Марія Кульчунова Київ            | Ірина Чоміна Самарканд                 | Марина Макєєва Брянськ            |
| 1980 Москва     | Людмила Чернова-Зеніна Краснодар | Марія Кульчунова Київ                  | Тетяна Гойщик Іркутськ            |
| 1982 Москва     | Людмила Бєлова Москва            | Людмила Чернова Краснодар              | Марина Іванова Волгоградська обл. |
| 1983 Москва     | Марія Пінігіна-Кульчунова Київ   | Людмила Бєлова Москва                  | Олена Корбан-Діділенко Балашиха   |
| 1984 Москва     | Марина Степанова Ленінград       | Людмила Джигалова Харків               | Людмила Бєлова Москва             |
| 1985 Кишинів    | Лілія Новосельцева Грозний       | Ніна Кравченко Алма-Ата                | Людмила Бєлова Москва             |
| 1986 Москва     | Людмила Бєлова Москва            | Олена Діділенко-Корбан Московська обл. | Лілія Новосельцева Гродно         |
| 1987 Пенза      | Марія Пінігіна Київ              | Ольга Назарова Москва                  | Надія Заболотнєва Караганда       |
| 1988 Волгоград  | Ольга Назарова Москва            | Марина Шмоніна Ташкент                 | Марія Пінігіна Київ               |
| 1989 Гомель     | Марина Харламова Волгоград       | Марина Шмоніна Ташкент                 | Людмила Джигалова Харків          |
| 1990 Челябінськ | Марина Шмоніна Ташкент           | Марина Харламова Волгоград             | Галина Москвина Свердловськ       |
| 1991 Волгоград  | Аеліта Юрченко Одеса             | Людмила Джигалова Харків               | Марина Шмоніна Ташкент            |

### 500 метрів
| Чемпіонат       | Золото               | Срібло                 | Бронза                  |
| --------------- | -------------------- | ---------------------- | ----------------------- |
| 1990 Челябінськ | Інна Євсєєва Житомир | Олена Гончарова Курган | Лариса Главенко Кишинів |

### 600 метрів
| Чемпіонат   | Золото                   | Срібло                       | Бронза                     |
| ----------- | ------------------------ | ---------------------------- | -------------------------- |
| 1972 Москва | Надія Колесникова Москва | Нійоле Сабайте Вільнюс       | Сарміте Штула Рига         |
| 1976 Москва | Надія Мушта Брянськ      | Тетяна Провідохіна Ленінград | Любов Жмакіна Брянськ      |
| 1981 Мінськ | Анна Костецька Вільнюс   | Ніна Ручаєва Свердловськ     | Людмила Ашихміна Краснодар |

### 800 метрів
| Чемпіонат       | Золото                                        | Срібло                         | Бронза                         |
| --------------- | --------------------------------------------- | ------------------------------ | ------------------------------ |
| 1971 Москва     | Надія Колесникова Москва                      | Нійоле Сабайте Вільнюс         | Людмила Брагіна Краснодар      |
| 1974 Москва     | Валентина Герасимова Караганда                | Сарміте Штула Рига             | Тетяна Казанкіна Ленінград     |
| 1975 Ленінград  | Сарміте Штула Рига                            | Валентина Герасимова Караганда | Тетяна Казанкіна Ленінград     |
| 1976 Москва     | Равіля Ізмайлова Москва                       | Світлана Стиркіна Москва       | Ріта Вілциня Рига              |
| 1977 Мінськ     | Світлана Стиркіна Москва                      | Елжбіта Католік Польща         | Надія Мушта Брянськ            |
| 1978 Москва     | Тетяна Провідохіна Ленінград                  | Людмила Веселкова Ленінград    | Надія Мушта Брянськ            |
| 1979 Мінськ     | Світлана Стиркіна Москва                      | Людмила Веселкова Ленінград    | Любов Іванова Кишинів          |
| 1980 Москва     | Ольга Вахрушева Донецьк                       | Надія Олізаренко-Мушта Брянськ | Заміра Зайцева Андижан         |
| 1981 Мінськ     | Тамара Сорокіна Челябінськ                    | Людмила Веселкова Ленінград    | Ніна Ручаєва Свердловськ       |
| 1982 Москва     | Любов Гуріна Кіров                            | Ольга Мінєєва Свердловськ      | Ольга Монахова Московська обл. |
| 1983 Москва     | Любов Гуріна Кіров                            | Світлана Кітова Москва         | Людмила Борисова Краснодар     |
| 1984 Москва     | Катерина Подкопаєва-Поривкіна Московська обл. | Равіля Аглетдінова Мінськ      | Ірина Под'яловська Москва      |
| 1985 Кишинів    | Надія Олізаренко Одеса                        | Світлана Кітова Москва         | Віра Чувашева Курган           |
| 1986 Москва     | Віра Чувашева Караганда                       | Надія Олізаренко Одеса         | Світлана Кітова Москва         |
| 1987 Пенза      | Тетяна Самоленко Запоріжжя                    | Олена Медведєва Мінськ         | Любов Кірюхіна Москва          |
| 1988 Волгоград  | Інна Євсєєва Житомир                          | Олена Завадська Донецьк        | Віра Додика Москва             |
| 1989 Гомель     | Тетяна Гребенчук Борисов                      | Марина Ячменьова Ленінград     | Світлана Кітова Москва         |
| 1990 Челябінськ | Інна Євсєєва Житомир                          | Віра Чувашева Курган           | Надія Лобойко Ставрополь       |
| 1991 Волгоград  | Любов Гуріна Кіров                            | Людмила Рогачова Ставрополь    | Ольга Бурканова Біробіджан     |

### 1000 метрів
| Чемпіонат       | Золото                         | Срібло                     | Бронза                   |
| --------------- | ------------------------------ | -------------------------- | ------------------------ |
| 1973 Москва     | Тамара Казачкова Магнітогорськ | Світлана Стиркіна Москва   | Тамара Пангелова Київ    |
| 1990 Челябінськ | Віра Чувашева Курган           | Наталія Артемова Ленінград | Надія Лобойко Ставрополь |

### 1500 метрів
| Чемпіонат       | Золото                                   | Срібло                                            | Бронза                                                  |
| --------------- | ---------------------------------------- | ------------------------------------------------- | ------------------------------------------------------- |
| 1971 Москва     | Людмила Брагіна Краснодар                | Раїса Діястінова Горький                          | Ольга Двірна Іваново                                    |
| 1972 Москва     | Тамара Пангелова Київ                    | Тетяна Казанкіна Ленінград                        | Ольга Двірна Іваново                                    |
| 1973 Москва     | Людмила Брагіна Краснодар                | Тамара Пангелова Київ                             | Румяна Чавдарова Болгарія                               |
| 1974 Москва     | Тамара Казачкова Челябінськ              | Ольга Двірна Ленінград                            | Жужа Вьольдьї Угорщина                                  |
| 1975 Ленінград  | Валентина Герасимова Караганда           | Алла Тесленко Душанбе                             | Надія Шепілова Свердловськ                              |
| 1976 Москва     | Гіана Романова Чебоксари                 | Тамара Сорокіна Челябінськ                        | Любов Іванова Кишинів                                   |
| 1977 Мінськ     | Гіана Романова Чебоксари                 | Катерина Поривкіна Московська обл.                | Наталія Кузнецова Ленінград                             |
| 1978 Москва     | Зоя Рігель Владивосток                   | Любов Копейкіна Краснодар                         | Любов Іванова Кишинів                                   |
| 1979 Мінськ     | Заміра Зайцева Андижан                   | Світлана Гуськова Тирасполь                       | Раїса Садрейдінова Ульяновськ                           |
| 1980 Москва     | Тамара Сорокіна Челябінськ               | Ольга Двірна Ленінград                            | Заміра Зайцева Андижан                                  |
| 1981 Мінськ     | Тамара Сорокіна Челябінськ               | Любов Смолка Київ                                 | Валентина Ільїних Смоленськ Людмила Веселкова Ленінград |
| 1982 Москва     | Світлана Ульмасова Андижан               | Світлана Гуськова Тирасполь                       | Надія Ралдугіна Сімферополь                             |
| 1983 Москва     | Катерина Подкопаєва-Поривкіна Жуковський | Світлана Попова Харків                            | Надія Ралдугіна Сімферополь                             |
| 1984 Москва     | Тетяна Хамітова Запоріжжя                | Тетяна Позднякова Улан-Уде                        | Наталія Боборова Ленінград                              |
| 1985 Кишинів    | Катерина Подкопаєва Московська обл.      | Наталія Боборова Ленінград                        | Любов Смолка Київ                                       |
| 1986 Москва     | Тетяна Самоленко-Хамітова Запоріжжя      | Тетяна Петрова Москва                             | Світлана Кітова Москва                                  |
| 1987 Пенза      | Тетяна Самоленко Запоріжжя               | Олена Романова Волгоград                          | Світлана Кітова Москва                                  |
| 1988 Волгоград  | Лаймуте Байкаускайте Вільнюс             | Марина Ячменьова Ленінград                        | Ольга Нелюбова Московська обл.                          |
| 1989 Гомель     | Марина Ячменьова Ленінград               | Світлана Кітова Москва Людмила Борисова Ленінград | не вручалась                                            |
| 1990 Челябінськ | Наталія Артемова Ленінград               | Тетяна Вахмінцева Сімферополь                     | Стефанія Статкувене Вільнюс                             |
| 1991 Волгоград  | Людмила Рогачова Ставрополь              | Надія Ізодьорова Челябінськ                       | Любов Кремльова Московська обл.                         |

### 3000 метрів
| Чемпіонат       | Золото                              | Срібло                       | Бронза                            |
| --------------- | ----------------------------------- | ---------------------------- | --------------------------------- |
| 1975 Ленінград  | Тетяна Галстян Новосибірськ         | Галина Головинська Ленінград | Людмила Корчагіна Ленінград       |
| 1976 Москва     | Ірина Бондарчук Ленінград           | Ольга Двірна Ленінград       | Гіана Романова Чебоксари          |
| 1977 Мінськ     | Гіана Романова Чебоксари            | Ірина Бондарчук Ленінград    | Світлана Ульмасова Андижан        |
| 1982 Москва     | Світлана Ульмасова Андижан          | Тетяна Сичова Перм           | Тетяна Позднякова Улан-Уде        |
| 1983 Москва     | Ольга Двірна Ленінград              | Світлана Гуськова Тирасполь  | Алла Лібутина-Тесленко Душанбе    |
| 1984 Москва     | Галина Захарова Челябінськ          | Наталія Боборова Ленінград   | Галина Кірєєва Ленінград          |
| 1985 Кишинів    | Ольга Бондаренко Волгоград          | Любов Смолка Київ            | Марина Плужникова Горький         |
| 1986 Москва     | Тетяна Самоленко-Хамітова Запоріжжя | Регіна Чистякова Вільнюс     | Олена Романова-Малихіна Волгоград |
| 1987 Пенза      | Олена Романова Волгоград            | Наталія Боборова Ленінград   | Фірая Султанова Воронеж           |
| 1988 Волгоград  | Тетяна Самоленко Запоріжжя          | Наталія Артьомова Ленінград  | Марина Плужникова Горький         |
| 1989 Гомель     | Марина Плужникова Горький           | Стефанія Статкувене Вільнюс  | Людмила Борисова Ленінград        |
| 1990 Челябінськ | Любов Кремльова Московська обл.     | Тамара Коба Дніпропетровськ  | Олена Самощенкова Курськ          |
| 1991 Волгоград  | Любов Кремльова Московська обл.     | Тамара Коба Дніпропетровськ  | Лариса Тихонова Чебоксари         |

### 5000 метрів
| Чемпіонат       | Золото                       | Срібло                   | Бронза                         |
| --------------- | ---------------------------- | ------------------------ | ------------------------------ |
| 1990 Челябінськ | Наталія Сороківська Алма-Ата | Регіна Чистякова Вільнюс | Тетяна Позднякова Улан-Уде     |
| 1991 Волгоград  | Надія Ільїна Чебоксари       | Людмила Матвєєва Уфа     | Олена Толстогузова Свердловськ |

### 60 метрів з бар'єрами
| Чемпіонат       | Золото                         | Срібло                          | Бронза                           |
| --------------- | ------------------------------ | ------------------------------- | -------------------------------- |
| 1971 Москва     | Людмила Ієвлєва Тбілісі        | Світлана Нестеренко Донецьк     | Тетяна Полубоярова Ленінград     |
| 1972 Москва     | Любов Кононова Алма-Ата        | Тетяна Антарян Алма-Ата         | Людмила Ієвлєва Тбілісі          |
| 1973 Москва     | Тереза Новак Польща            | Лія Хітріна Одеса               | Віра Ткаченко Караганда          |
| 1974 Москва     | Аннероз Фідлер НДР             | Тетяна Ворохобко Ленінград      | Наталія Лебедєва Москва          |
| 1975 Ленінград  | Аннероз Фідлер НДР             | Тетяна Анісімова Ленінград      | Ніна Моргуліна Кропоткін         |
| 1976 Москва     | Любов Кононова Алма-Ата        | Гудрун Беренд НДР               | Наталія Лебедева Москва          |
| 1977 Мінськ     | Маргіт Бартковяк НДР           | Тетяна Анісімова Ленінград      | Любов Нікітенко Алма-Ата         |
| 1978 Москва     | Тетяна Анісімова Ленінград     | Ірина Литовченко Москва         | Ніна Моргуліна Краснодар         |
| 1979 Мінськ     | Тетяна Анісімова Ленінград     | Віра Комісова Ленінград         | Ірина Литовченко Москва          |
| 1980 Москва     | Наталія Лебедєва Москва        | Віра Комісова Ленінград         | Ніна Дербіна-Моргуліна Краснодар |
| 1981 Мінськ     | Тетяна Анісімова Ленінград     | Віра Тінькова Москва            | Олена Бісерова Ленінград         |
| 1982 Москва     | Наталія Петрова Москва         | Марія Мерчук Кишинів            | Олена Бісерова Ленінград         |
| 1983 Москва     | Світлана Гусарова Алма-Ата     | Марія Мерчук Кишинів            | Віра Комісова Ленінград          |
| 1984 Москва     | Віра Акімова-Тінькова Москва   | Тетяна Малюванець Ворошиловград | Марія Мерчук Кишинів             |
| 1985 Кишинів    | Надія Коршунова Харків         | Наталія Григор'єва Харків       | Світлана Гусарова Алма-Ата       |
| 1986 Москва     | Віра Акімова Москва            | Надія Коршунова Харків          | Наталія Григор'єва Харків        |
| 1987 Пенза      | Наталія Григор'єва Харків      | Олена Політика Харків           | Любов Столяр Москва              |
| 1988 Волгоград  | Єва Соколова Ленінград         | Ірина Светоносова Мінськ        | Наталія Точилова Андропов        |
| 1989 Гомель     | Людмила Нарожиленко Мічурінськ | Єлізавета Чернишова Свердловськ | Галина Хаустова Нальчик          |
| 1990 Челябінськ | Людмила Нарожиленко Краснодар  | Наталія Григор'єва Харків       | Лідія Юркова Могильов            |
| 1991 Волгоград  | Людмила Нарожиленко Краснодар  | Олена Сінютіна Ленінград        | Марина Азябіна Іжевськ           |

### 100 метрів з бар'єрами
| Чемпіонат   | Золото                     | Срібло                           | Бронза                    |
| ----------- | -------------------------- | -------------------------------- | ------------------------- |
| 1971 Москва | Валентина Тихомирова Орел  | Віра Ткаченко Караганда          | Наталія Лебедєва Москва   |
| 1972 Москва | Віра Ткаченко Караганда    | Тетяна Антарян Алма-Ата          | Євгенія Фролова Фрунзе    |
| 1973 Москва | Лія Хітріна Одеса          | Наталія Лебедєва Москва          | Тамара Колесникова Гродно |
| 1978 Москва | Тетяна Анісімова Ленінград | Ірина Литовченко Москва          | Ніна Моргуліна Краснодар  |
| 1979 Мінськ | Віра Комісова Ленінград    | Людмила Оринянська Київ          | Сільва Оя Пярну           |
| 1980 Москва | Наталія Лебедєва Москва    | Ніна Дербіна-Моргуліна Краснодар | Віра Комісова Ленінград   |

### Спортивна ходьба
- 1981: 5000 метрів
- 1988-1991: 3000 метрів

| Чемпіонат       | Золото                     | Срібло                     | Бронза                        |
| --------------- | -------------------------- | -------------------------- | ----------------------------- |
| 1981 Мінськ     | Ольга Чугунова Чебоксари   | Поліна Бизня Новополоцьк   | Наталія Шарипова Новосибірськ |
| 1988 Волгоград  | Наталія Спиридонова Москва | Сада Ейдікіте Каунас       | Світлана Кабуркіна Чебоксари  |
| 1989 Гомель     | Аліна Іванова Чебоксари    | Наталія Сербіненко Донецьк | Олена Сайко Челябінськ        |
| 1990 Челябінськ | Віра Маколова Саранськ     | Ольга Криштоп Новосибірськ | Наталія Сербіненко Донецьк    |
| 1991 Волгоград  | Ольга Кардопольцева Брест  | Олена Ніколаєва Чебоксари  | Лідія Фесенко Москва          |

### Стрибки у висоту
| Чемпіонат       | Золото                             | Срібло                                  | Бронза                                        |
| --------------- | ---------------------------------- | --------------------------------------- | --------------------------------------------- |
| 1971 Москва     | Антоніна Лазарева Московська обл.  | Валентина Чулкова Ташкент               | Аделаіда Гертіг Ленінград                     |
| 1972 Москва     | Валентина Чулкова Ташкент          | Галина Філатова Ярославль               | Валентина Авілова Одеса                       |
| 1973 Москва     | Еріка Рудольф Угорщина             | Галина Філатова Ярославль               | Алла Федяєва Омськ                            |
| 1974 Москва     | Мілада Карбанова Чехословаччина    | Тамара Галка Одеса                      | Валентина Ахраменко Мінськ                    |
| 1975 Ленінград  | Галина Філатова Москва             | Тетяна Шляхто Вітебськ                  | Надія Осколок Київ                            |
| 1976 Москва     | Вера Брадачова Чехословаччина      | Тетяна Шляхто Мінськ                    | Тетяна Денисова Орел                          |
| 1977 Мінськ     | Тетяна Бойко Вітебськ              | Тетяна Денисова Орел                    | Алла Федорчук Мінськ                          |
| 1978 Москва     | Надія Мариненко Гомель             | Людмила Бутузова Караганда              | Лариса Климентьонок Мінськ                    |
| 1979 Мінськ     | Марина Серкова Москва              | Марина Сисоєва Фрунзе                   | Тамара Бикова Ростов-на-Дону                  |
| 1980 Москва     | Валентина Полуйко-Ахраменко Мінськ | Тамара Бикова Ростов-на-Дону            | Марина Сисоєва Фрунзе                         |
| 1981 Мінськ     | Марина Серкова Ленінград           | Ольга Бондаренко Ворошиловград          | Катерина Рижих Омськ                          |
| 1982 Москва     | Жанна Некрасова Ленінград          | Валентина Полуйко Мінськ                | Лариса Косіцина Московська обл.               |
| 1983 Москва     | Тамара Бикова Ростов-на-Дону       | Лариса Косіцина Московська обл.         | Людмила Бутузова Чирчик Марина Сисоєва Фрунзе |
| 1984 Москва     | Людмила Бутузова Чирчик            | Світлана Ніколаєва Ворошиловград        | Галина Бригадна Ашхабад                       |
| 1985 Кишинів    | Наталія Кравчинська Київська обл.  | Марина Дороніна Челябінськ              | Людмила Петрусь Мінськ                        |
| 1986 Москва     | Лариса Косіцина Московська обл.    | Галина Бригадна-Жило Ашхабад            | Тамара Бикова Ростов-на-Дону                  |
| 1987 Пенза      | Марина Дегтяр Одеса                | Тамара Бикова Москва                    | Альбіна Казакова Перм                         |
| 1988 Волгоград  | Людмила Авдєєнко-Петрусь Одеса     | Лариса Кучуєва-Косіцина Московська обл. | Ольга Турчак Алма-Ата                         |
| 1989 Гомель     | Наталія Голоднова Караганда        | Ольга Турчак Алма-Ата                   | Олена Панікаровських Ленінград                |
| 1990 Челябінськ | Тамара Бикова Москва               | Олена Панікаровських Ленінград          | Олена Топчина Ленінград                       |
| 1991 Волгоград  | Тамара Бикова Москва               | Олена Топчина Ленінград                 | Олена Родіна Москва                           |

### Стрибки у довжину
| Чемпіонат       | Золото                            | Срібло                         | Бронза                        |
| --------------- | --------------------------------- | ------------------------------ | ----------------------------- |
| 1971 Москва     | Алла Смирнова Мінськ              | Таїсія Орлова Московська обл.  | Хелена Ринга Рига             |
| 1972 Москва     | Надія Барибан Краснодар           | Хелена Ринга Рига              | Ніна Патькова Ленінград       |
| 1973 Москва     | Віоріка Віскополяну Румунія       | Любов Ільїна Ростов-на-Дону    | Маргарита Трейніте Каунас     |
| 1974 Москва     | Маргарита Трейніте-Буткене Каунас | Ніна Гаврилова Ленінград       | Надія Ткаченко Донецьк        |
| 1975 Ленінград  | Лідія Алфєєва Москва              | Тетяна Потапова Калуга         | Тетяна Тимохова Москва        |
| 1976 Москва     | Лідія Алфєєва Москва              | Ільдіко Сабо Угорщина          | Татьяна Потапова Калуга       |
| 1977 Мінськ     | Тетяна Скачко Ворошиловград       | Джина Панаїт Румунія           | Ірина Тимофєєва Йошкар-Ола    |
| 1978 Москва     | Вільгельміна Бардаускене Вільнюс  | Ірина Тимофєєва Йошкар-Ола     | Галина Семенова Архангельськ  |
| 1979 Мінськ     | Олена Фреймане Рига               | Тетяна Проскурякова Краснодар  | Аніта Стукане Рига            |
| 1980 Москва     | Тетяна Скачко Ворошиловград       | Іоланда Чен Москва             | Любов Ільїна Ростов-на-Дону   |
| 1981 Мінськ     | Тетяна Скачко Ворошиловград       | Маргарита Буткене Каунас       | Тетяна Проскурякова Краснодар |
| 1982 Москва     | Світлана Ванюшина Волзький        | Ольга Ануфрієва Дзержинськ     | Галина Чистякова Ізмаїл       |
| 1983 Москва     | Олена Яцук Донецьк                | Олена Іванова Москва           | Тетяна Колпакова Фрунзе       |
| 1984 Москва     | Ольга Ануфрієва Горький           | Олена Іванова Москва           | Галина Чистякова Москва       |
| 1985 Кишинів    | Галина Чистякова Москва           | Олена Коконова Алма-Ата        | Ірина Валюкевич Мінськ        |
| 1986 Москва     | Олена Коконова Алма-Ата           | Олена Белевська-Мітяєва Мінськ | Ірина Валюкевич Мінськ        |
| 1987 Пенза      | Ірена Оженко Вільнюс              | Олена Іванова Москва           | Лариса Бережна Київ           |
| 1988 Волгоград  | Галина Чистякова Москва           | Олена Коконова Алма-Ата        | Інеса Кравець Київ            |
| 1989 Гомель     | Лариса Бережна Київська обл.      | Іоланда Чен Москва             | Інеса Кравець Київ            |
| 1990 Челябінськ | Олена Хлопотнова Харків           | Іоланда Чен Москва             | Лариса Бережна Київська обл.  |
| 1991 Волгоград  | Інеса Кравець Київ                | Іоланда Чен Москва             | Олена Сінчукова Москва        |

### Потрійний стрибок
| Чемпіонат      | Золото             | Срібло                  | Бронза                |
| -------------- | ------------------ | ----------------------- | --------------------- |
| 1991 Волгоград | Інеса Кравець Київ | Олена Семираз Тернопіль | Інна Ласовська Москва |

### Штовхання ядра
| Чемпіонат       | Золото                     | Срібло                        | Бронза                         |
| --------------- | -------------------------- | ----------------------------- | ------------------------------ |
| 1971 Москва     | Надія Чижова Ленінград     | Антоніна Іванова Москва       | Галина Некрасова Москва        |
| 1972 Москва     | Надія Чижова Ленінград     | Галина Некрасова Москва       | Антоніна Іванова Москва        |
| 1973 Москва     | Надія Чижова Ленінград     | Антоніна Іванова Москва       | Олена Корабльова Ленінград     |
| 1974 Москва     | Маріанне Адам НДР          | Світлана Крачевська Москва    | Антоніна Іванова Москва        |
| 1975 Ленінград  | Маріанне Адам НДР          | Тамара Буфетова Москва        | Світлана Крачевська Москва     |
| 1976 Москва     | Світлана Крачевська Москва | Раїса Таранда Московська обл. | Тамара Буфетова Москва         |
| 1977 Мінськ     | Світлана Крачевська Москва | Віра Цапкаленко Одеса         | Тамара Буфетова Москва         |
| 1978 Москва     | Світлана Крачевська Москва | Тамара Буфетова Москва        | Світлана Мельникова Ленінград  |
| 1979 Мінськ     | Нуну Абашидзе Одеса        | Ніна Ісаєва Московська обл.   | Віра Кот Київ                  |
| 1980 Москва     | Світлана Крачевська Москва | Нуну Абашидзе Одеса           | Фаїна Мельник Москва           |
| 1981 Мінськ     | Нуну Абашидзе Одеса        | Ніна Самсонова Москва         | Людмила Савіна Москва          |
| 1982 Москва     | Наталія Лісовська Москва   | Ніна Самсонова Москва         | Нуну Абашидзе Одеса            |
| 1983 Москва     | Наталія Лісовська Москва   | Нуну Абашидзе Одеса           | Наталія Ахрименко Ленінград    |
| 1984 Москва     | Нуну Абашидзе Одеса        | Наталія Лісовська Москва      | Наталія Ахрименко Ленінград    |
| 1985 Кишинів    | Лариса Агапова Ленінград   | Марина Антонюк Перм           | Нуну Абашидзе Одеса            |
| 1986 Москва     | Нуну Абашидзе Одеса        | Дангуоле Бімбайте Вільнюс     | Валентина Федюшина Москва      |
| 1987 Пенза      | Наталія Лісовська Москва   | Наталія Ахрименко Ленінград   | Валентина Федюшина Москва      |
| 1988 Волгоград  | Наталія Лісовська Москва   | Лариса Пелешенко Ленінград    | Валентина Федюшина Москва      |
| 1989 Гомель     | Дангуоле Урбікене Вільнюс  | Тетяна Хорхульова Вітебськ    | Валентина Федюшина Москва      |
| 1990 Челябінськ | Лариса Пелешенко Ленінград | Дангуоле Урбікене Вільнюс     | Олена Ортіна Алма-Ата          |
| 1991 Волгоград  | Світлана Кривельова Москва | Марина Антонюк Перм           | Валентина Федюшина Сімферополь |

### Багатоборство
- 1975-1976: триборство
- 1977-1980, 1983, 1985—1991: п'ятиборство
- 1981-1982, 1984: шестиборство

| Чемпіонат         | Золото                               | Срібло                                  | Бронза                             |
| ----------------- | ------------------------------------ | --------------------------------------- | ---------------------------------- |
| 1975 Ленінград    | Тетяна Ворохобко Ленінград           | Людмила Поповська Ленінград             | Нійоле Кветкаускайте Шяуляй        |
| 1976 Москва       | Надія Ткаченко Донецьк               | Зоя Спасовходська Москва                | Іраїда Степанова Ленінград         |
| 1977 Мінськ       | Катерина Смирнова Рибінськ           | Ольга Рукавишнікова Казань              | Зоя Спасовходська Москва           |
| 1978 Харків       | Надія Карякіна Єреван                | Зоя Спасовходська Москва                | Катерина Гордієнко Дніпропетровськ |
| 1979 Орджонікідзе | Катерина Смирнова Рибінськ           | Ірина Колесникова Ленінград             | Ольга Рукавишнікова Казань         |
| 1980 Ленінград    | Катерина Смирнова Рибінськ           | Ольга Курагіна                          | Наталія Коротаєва Ленінград        |
| 1981 Москва       | Катерина Гордієнко Кривий Ріг        | Наталія Альошина Ленінград              | Наталія Коротаєва Ленінград        |
| 1982 Гомель       | Тетяна Потапова Калуга               | Надія Виноградова Улан-Уде              | Світлана Овчиннікова Ленінград     |
| 1983 Запоріжжя    | Наталія Грачова-Прокопченко Нікополь | Світлана Овчиннікова-Якимович Ленінград | Наталія Альошина Ленінград         |
| 1984 Запоріжжя    | Надія Виноградова Улан-Уде           | Тетяна Шпак Донецьк                     | Марина Спіріна Свердловськ         |
| 1985 Москва       | Любов Рацу Кишинів                   | Тетяна Шпак Донецьк                     | Ольга Немогаєва Москва             |
| 1986 Запоріжжя    | Тетяна Шпак Донецьк                  | Наталія Шубенкова Барнаул               | Ірина Кушенко Київ                 |
| 1987 Липецьк      | Світлана Бурага-Беспрозванна Мінськ  | Тетяна Шпак Донецьк                     | Віра Юрченко Кривий Ріг            |
| 1988 Перм         | Інна Романченкова Брянськ            | Світлана Бурага Мінськ                  | Олена Чичерова Краснодар           |
| 1989 Волгоград    | Ірина Матюшева Київ                  | Лариса Нікітіна Москва                  | Тетяна Морозова Кемерово           |
| 1990 Мінськ       | Ірина Бєлова Іркутськ                | Олена Чичерова Краснодар                | Світлана Чистякова Ленінград       |
| 1991 Липецьк      | Ольга Сухомазова Мінськ              | Ірина Бєлова Іркутськ                   | Тетяна Журавльова Ставрополь       |

### Загальні відомості
- Легкая атлетика / Сост. Штейнбах В. Л. — М.: Олимпия Пресс, 2006. — С.384-391 (рос.)
- http://gbrathletics.com/nc/ursi.htm [Архівовано 13 серпня 2017 у Wayback Machine.] (англ.)

### Результати по роках
- Технические результаты чемпионата СССР в закрытом помещении // Легкая атлетика. — 1971. — № 4. — С. 6-7 (рос.).

- Первенство СССР в закрытом помещении // Легкая атлетика. — 1972. — № 4. — С. 6-7 (рос.).

- Евгений Чен. Первый открытый // Легкая атлетика. — 1973. — № 4. — С. 2-3 (рос.).

- Первенство СССР в закрытом помещении // Легкая атлетика. — 1973. — № 4. — С. 3 (рос.).

- Зима 1974 г. Чемпионат СССР // Легкая атлетика. — 1974. — № 4. — С. 12-13 (рос.).

- Открытый чемпионат СССР // Легкая атлетика. — 1975. — № 4. — С. 32 (рос.).

- VI Чемпионат СССР в помещении // Легкая атлетика. — 1976. — № 5. — С. 30 (рос.).

- Легкая атлетика: Справочник / Сост. Р. В. Орлов — М.: Физкультура и спорт, 1983 — С. 113—114, 117—118 (рос.)
- Зимний чемпионат СССР // Легкая атлетика. — 1978. — № 5. — С. 26-27 (рос.).

- Чемпионат СССР по многоборьям // Легкая атлетика. — 1978. — № 5. — С. 27 (рос.).

- Мужают юниоры // Легкая атлетика. — 1979. — № 5. — С. 22 (рос.).

- Зимний чемпионат СССР // Легкая атлетика. — 1979. — № 5. — С. 22-23 (рос.).

- Зимний чемпионат СССР // Легкая атлетика. — 1980. — № 4. — С. 27 (рос.).

- Чемпионат СССР по многоборью // Легкая атлетика. — 1980. — № 6. — С. 30 (рос.).

- Матч СССР-США по многоборью // Легкая атлетика. — 1980. — № 6. — С. 30 (рос.).

- Зимний чемпионат СССР // Легкая атлетика. — 1981. — № 5. — С. 29-30 (рос.).

- Чемпионат СССР по многоборьям // Легкая атлетика. — 1981. — № 5. — С. 30 (рос.).

- Зимний чемпионат СССР // Легкая атлетика. — 1982. — № 4. — С. 8 (рос.).

- Зимний чемпионат СССР по многоборьям // Легкая атлетика. — 1982. — № 6. — С. 28 (рос.).

- Зимний чемпионат СССР // Легкая атлетика. — 1983. — № 4. — С. 29-30 (рос.).

- Зимний чемпионат СССР по многоборьям // Легкая атлетика. — 1983. — № 4. — С. 30 (рос.).

- Зимний чемпионат СССР // Легкая атлетика. — 1984. — № 4. — С. 29 (рос.).

- Зимний чемпионат СССР по многоборьям // Легкая атлетика. — 1984. — № 5. — С. 27 (рос.).

- В. Калясьев. Атака на рекорды! Итоги зимнего чемпионата СССР. 15-17 февраля. Кишинёв. // Легкая атлетика. — 1985. — № 4. — С. 15 (рос.).

- Чемпионат СССР по многоборью // Легкая атлетика. — 1985. — № 4. — С. 29 (рос.).

- Чемпионат СССР в помещении // Легкая атлетика. — 1986. — № 4. — С. 27 (рос.).

- Зимний чемпионат СССР по многоборьям // Легкая атлетика. — 1986. — № 5. — С. 28 (рос.).

- Непросто жить чемпионату // Легкая атлетика. — 1987. — № 4. — С. 6 (рос.).

- XVII чемпионат СССР в помещении // Легкая атлетика. — 1987. — № 4. — С. 18 (рос.).

- Зимний чемпионат СССР по многоборьям // Легкая атлетика. — 1987. — № 4. — С. 18 (рос.).

- Чемпионат СССР // Легкая атлетика. — 1988. — № 4. — С. 26-27 (рос.).

- Чемпионат СССР в помещении по многоборьям // Легкая атлетика. — 1988. — № 4. — С. 18 (рос.).

- Порадовали прыгуны. Чемпионат СССР в помещении // Легкая атлетика. — 1989. — № 4. — С. 19-21 (рос.).

- Матч СССР-ГДР по многоборьям в помещении // Легкая атлетика. — 1989. — № 4. — С. 34, 43 (рос.).

- Чемпионат СССР по многоборьям в помещении // Легкая атлетика. — 1989. — № 4. — С. 43 (рос.).

- Борьбу украшают рекорды. Заметки с зимнего чемпионата СССР по легкой атлетике // Легкая атлетика. — 1990. — № 4. — С. 18 (рос.).

- Чемпионат СССР в помещении // Легкая атлетика. — 1990. — № 4. — С. 18-19 (рос.).

- Чемпионат и первенство СССР по многоборьям // Легкая атлетика. — 1990. — № 4. — С. 19 (рос.).

- Рекорды в Волгограде или… как мы теряем валюту. Заметки с чемпионата страны // Легкая атлетика. — 1991. — № 3. — С. 5 (рос.).

- Чемпионат СССР в помещении // Легкая атлетика. — 1991. — № 3. — С. 5 (рос.).

- Чемпионат и первенство СССР по многоборьям // Легкая атлетика. — 1991. — № 5. — С. 47 (рос.).